# ممشى الخانق العظيم المرتفع

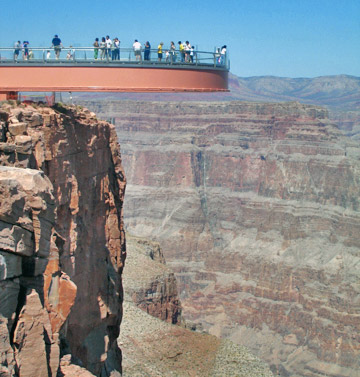
الممشى كما يبدو من الخارج

منظر للممشى والوادي المحيط

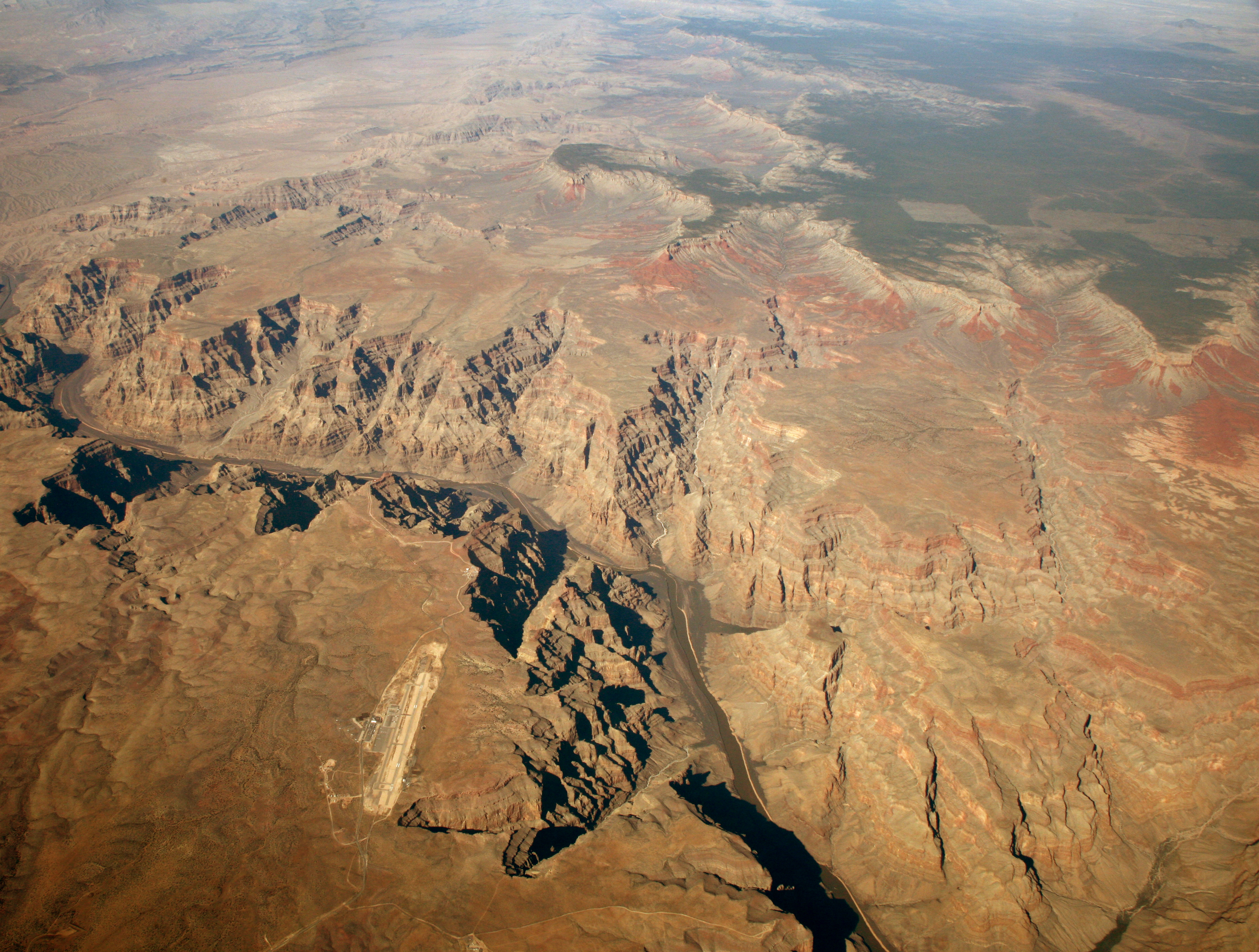
منظر جوي: مطار غرب الخانق العظيم في الوسط الأيسر. أراضي متنزه الخانق العظيم الوطني (أعلى)، شمال نهر كولورادو.

ممشى الخانق العظيم المرتفع (بالإنجليزية: Grand Canyon Skywalk) هو جسر كابولي أرضيته زجاج شفاف على هيئة حدوة الحصان ، بني على الحافة الخانق العظيم . وهو معلم سياحي في أريزونا بالقرب من نهر كولورادو .
تبين الخرائط الطبوغرافية التي وضعها الماسح الجيولوجي الأمريكي أن الارتفاع في موقع الممشى حوالي 4,770 قدم (1,450 م)، وارتفاع نهر كولورادو عند قاعدة الوادي يبلغ 1,160 قدم (350 م)، وتظهر أن ارتفاع السقوط العمودي المباشر تحت الممشى تتراوح بين 500 قدم (150 م) و800 قدم (240 م).
تم كشف النقاب عن هذا الممشى في 20 آذار (مارس) 2007، لكنه افتتح للجمهور في 28 آذار (مارس) 2008. يتم الوصول إليه من خلال محطة مطار غرب الخانق العظيم [الإنجليزية] أو بالسيارة من طريق لاس فيغاس التي يبلغ طولها 120 ميل.
يعد تحديا كبيرا لبعض السياح الذين يخافون النظر من الأعالي . كثيرون من الزائرين يزحفون على الممشى بأجسادهم من هول المنظر من أعلى ؛ بدلا من المشي بضع خطوات عليه. أرضيته من الزجاج وجسر على أرتفاع أكثر من 1400 متر، وهو معلق في السماء كما تراه في

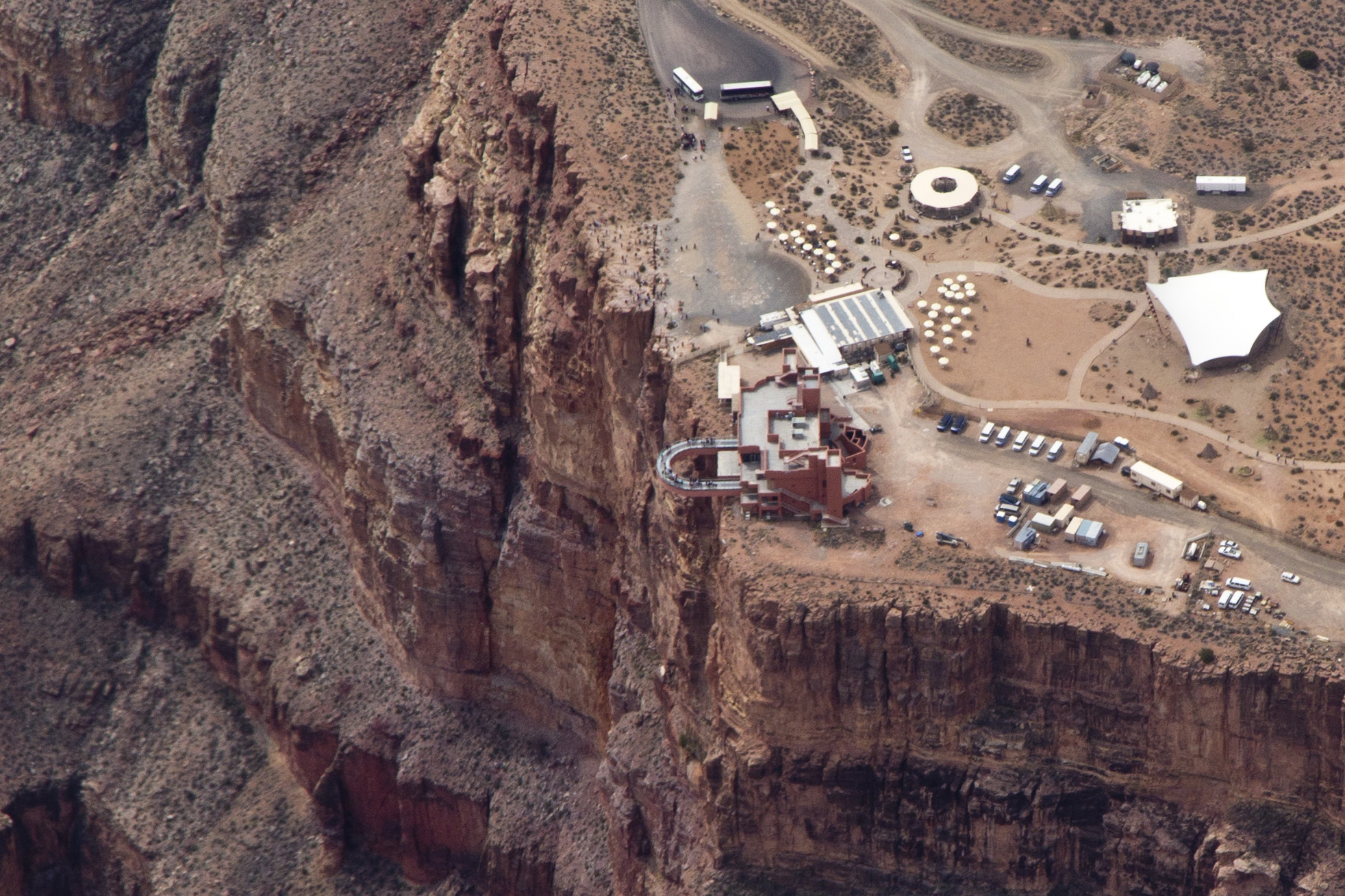
Aerial view of the Grand Canyon Skywalk

الصورة.

## روابط خارجية
- الموقع الرسمي
- صور ومقاطع فيديو
  - معرض صور من واشنطون بوست
  - Robbins, Ted, "Sneak Preview: The Grand Canyon Skywalk", Morning Edition, National Public Radio, March 21, 2007.
  - صور الإنشاءات من قناة ديسكفري و تقرير مصور.